# 厂前街道
厂前街道，是中华人民共和国湖北省武汉市青山区下辖的一个乡镇级行政单位。解放初期分属武汉市郊区和武昌县第九区，是一片连绵的丘陵农村。1955年划归青山区管辖。武汉钢铁公司开始后，在肖家湾附近一带形成职工生活区。1957年设立肖家湾办事处。后因本市有同名的街办事处，1963年以办事处地处武汉钢铁公司厂区西部前方，而更名为厂前街办事处。
2022年8月3日，与工人村街道合并为新的工人村街道。

## 行政区划
厂前街道下辖以下地区：
铁铺岭社区、	青馨居社区。